# Claude Boniface Collignon
Claude Boniface Collignon (bzw. Claude-Boniface Collignon; † 1819) war ein französischer Rechtsanwalt und Reformer vor der Französischen Revolution.

## Publizistisches Schaffen

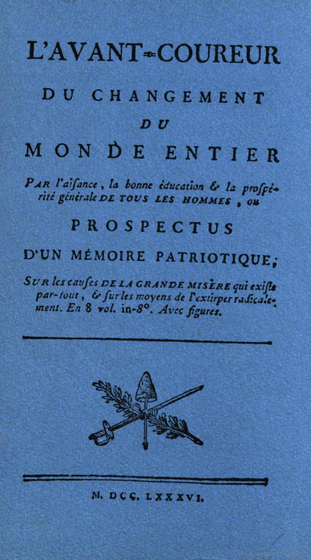
Titelblatt von Collignons L’avant-coureur du changement du monde entier …, 1786

Collignon war Verfasser der Broschüre L’avant-coureur du Changement du monde entier, par l’aisance, la bonne éducation & la prospérité générale de tous les hommes: ou, Prospectus d’un Mémoire patriotique, sur les causes de la grande misère qui existe par-tout, & sur les moyens de l’extirper radicalement, in der er seine sozialreformerischen Ansichten zusammenfasste. Die Schrift war als Einleitung zu einem nie erschienenen achtbändigen Werk gedacht. Seiner Ansicht nach sollten produzierte Waren kollektiv gesammelt und von einem in jeder Gemeinde eigens dafür angestellten Kaufmann in den Handel gebracht werden. Der Erlös würde wiederum den Arbeitenden zugutekommen. Collignon sprach sich auch für ein unabdingbares Recht auf Bildung aus und unterschied darin nicht zwischen ehelichen und unehelichen Kindern. Das Werk erschien anonym, die Urheberschaft konnte erst 1966 von Abgar Ioannissian geklärt werden.
Dubois de Fosseux, Sekretär der Akademie von Arras, machte François Noël Babeuf, mit dem er damals in regelmäßigem Briefverkehr stand, in einem Schreiben vom 26. Oktober 1786 auf die Broschüre aufmerksam. Babeuf zeigte sich interessiert und erhielt schriftlich weitere Informationen über Collignons Werk.
1788 erschien beim Verlag Dannbach in Straßburg Collignons Buch Découverte d’étalons justes, naturels, invariables et universels, pour la réduction ̀a une parfaite uniformité de tous les poids & mesures partout, par des moyens simples, avantageux à tout le monde, et faciles à exécuter, in der er u. a. für die Einführung der Dezimalzeit warb. In einem Brief an George Washington aus dem Jahr 1790 sprach er sich für die Realisierung seiner Ansichten in den Vereinigten Staaten aus und verwies auf die Verdienste Frankreichs im Amerikanischen Unabhängigkeitskrieg. Collignon nahm dabei für sich in Anspruch, zugunsten der späteren USA auf die französische Politik eingewirkt zu haben.

## Rezeptionen
Babeuf bezeichnete den Verfasser von L’avant-coureur du Changement du monde entier … als „Universalreformer“, de Fosseux nahm die Broschüre hingegen ironisch auf.
Albert Soboul wies in einer Rezeption auf Collignons „Glauben an den technischen Fortschritt“ hin, der ihn vom „ökonomischen Pessimismus Babeufs“ abhob. Soboul betrachtete Collignons System als „egalitäre[n] Verbrauchergesellschaft“ und sah in ihm einen Vorläufer von Henri de Saint-Simon.